# Clifton, Greater Manchester
Clifton är en ort i distriktet Salford, i grevskapet Greater Manchester, i England. Orten hade 17 750 invånare år 2021. Clifton var en civil parish från 1866 till 1933 då den blev en del av Swinton and Pendlebury och Kearsley. Denna civil parish hade 2 928 invånare år 1931.